# Maria Cristina Brando
Svatá Adelaide Brando (řeholním jménem Maria Cristina od Neposkvrněného početí; 1. května 1856, Neapol – 20. ledna 1906, Casoria) byla italská řeholnice a zakladatelka kongregace Sester Obětního beránka Ježíše v Nejsvětější svátosti.

## Život
Narodila se 1. května 1856 v Neapoli jako Adelaide Brando dcera bohatých rodičů Giovanniho Giuseppa a Marie Concetty Marrazzo. Její matka zemřela několik dní po jejím narození.
Měla jemnou a poslušnou povahu. V rámci své rodiny získala plodné náboženské vzdělání.
V dětství jí začal více přitahovat Bůh a opustila světské marnosti. Asi ve 12 letech před obrazem Dítěte Ježíše složila slib věčného panenství.
Když poznala své povolání k řeholnímu životu, snažila se vstoupit do kláštera sester Sakramentýnek, ale v tom jí zabránil otec. Nicméně od něj získala souhlas a byla přijata do kandidatury sester Klarisek kláštera ve Fiorentine. Nicméně kvůli nemoci se musela vrátit domů. Po svém zotavení získala povolení ke vstupu do kláštera sester Sakramentýnek. Roku 1876 oblékla řeholní hábit a přijala jméno Maria Cristina od Neposkvrněného početí. Zde znovu onemocněla a byla nucena odejít.
V tomto okamžiku pochopila, že nastal okamžik zasvětit svůj život institutu, ke kterému vždy cítila povolání. Proto roku 1878 si pronajala místnost Tereziánských sester v Torre del Greco a tím položila základy vytvoření nové kongregace Sester Obětního beránka Ježíše v Nejsvětější svátosti. I přes ekonomické a jiné potíže a zdraví samotné zakladatelky sbor rostl.
Nový ústav se setkal s mnoha obtížnými situacemi, ale také zažil velkou Boží prozřetelnost. Kongregace rostla a prokázala velkou oddanost k Eucharistii a pečlivé péči o vzdělávání mladých chlapců a dívek.
Roku 1897 složila své časné sliby a 20. července 1903 získala kongregace kanonické uznání Svatého stolce. Dne 2. listopadu stejného roku složila své věčné sliby.
Žila se štědrostí, s vytrvalostí a duchovní radostí. Jako představená byla velmi pokorná, prozíravá a přívětivá. S přesností šla cestou svatosti a neustále žila v poslušnosti evangeliu a křesťanské dokonalosti.
Zemřela 20. ledna 1906 v Casorii.

## Proces svatořečení
Proces byl zahájen roku 1927 v arcidiecézi Neapol. Dne 2. července 1994 uznal papež sv. Jan Pavel II. její hrdinské ctnosti a tím získala titul ctihodná.
Dne 20. prosince 2001 byl uznán zázrak na její přímluvu. Blahořečena byla 27. dubna 2003 papežem sv. Janem Pavlem II.
Dne 17. září 2014 byl uznán druhý zázrak na její přímluvu. Svatořečena byla 17. května 2015 papežem Františkem.